# Kurityán
Kurityán egy község Borsod-Abaúj-Zemplén vármegyében, a Kazincbarcikai járásban, Északkelet-Magyarországon. A település történelmi múltja a középkorig nyúlik vissza, és jelentős szerepet játszott a térség nemesi, egyházi és ipari fejlődésében.

## Fekvése
Kazincbarcika északi vonzáskörzetében fekszik, Miskolctól közúton 25 kilométerre északra. A környező települések: északkelet felől Ormosbánya, kelet felől Izsófalva (4 km), délkelet felől Szuhakálló (5 km), délnyugat felől Sajókaza, északnyugat felől pedig Felsőnyárád (2 km). A legközelebbi város Kazincbarcika, 10 kilométerre.

### Megközelítése
Közúton Szuhakálló vagy Felsőnyárád felől érhető el, a 2605-ös úton. A hazai vasútvonalak közül a Kazincbarcika–Rudabánya-vasútvonal érinti.

## Története

### Középkor
Kurityánt először a 13. században említik írásos források. A település eredetileg egy nemesi családhoz tartozott, amelynek tagjai a de Chorichan vagy de Kurychyan előnevet használták. A család egyik legkorábbi ismert alakja Lukács, Pál fia volt, aki ispánként (vármegyei vezető) és több királyi tisztségviselőként is szolgált. Fia, István, később a de Nouak előnevet is használta, ami kiterjedtebb birtokviszonyokra utal.
A 15. században birtokjogi viták bontakoztak ki a Perényi családdal, akik igényt tartottak a területre. A jogi eljárások eredményeként Kurityán egy része a Perényiek birtokába került. 1418-ban Kurityáni Imre a falut a pálos szerzeteseknek adományozta, mégpedig a felsőnyárádi Szent János kolostornak, amelyet Perényi Imre alapított. Az adományozást Zsigmond király is jóváhagyta.
A kolostor, melyet Ujházként is emlegettek, 1550-ig működött. A kolostor romjai ma is megtekinthetők az Ormos IV. aknához vezető makadámút végén.

### Török hódoltság kora
A 16. században Kurityánt többször is feldúlták a törökök, különösen a füleki bég hadjáratai során, amelyek a Habsburg–török háborúk részei voltak. A falu 1555-ben leégett. A lakosság csak három évvel később tért vissza, és évi 23 forint adót fizetett az oszmánoknak. A következő évtizedek során a falu többször gazdát cserélt, miközben az adóterhek folyamatosan növekedtek.
Kurityánt a tatár betörések is sújtották, köztük az 1599-es támadás, amikor a falut újból felgyújtották és kirabolták. A török tisztségviselők, köztük Ali Buljok pasa, egyre magasabb adókat vetettek ki a falubeliekre.[^3] A század végére Kurityán királyi birtokká vált, amelyet magyar nemesek és katonai tisztviselők igazgattak, köztük Csáky István, Szunyogh Gáspár és gróf Wesselényi László. A birtokot később a Dobos családnak zálogosították el, majd Nyivádi András ezredeshez, II. Rákóczi Ferenc hadvezéréhez került.

### 18–19. század
A 18. században Kurityán a Csáky és a Vay család birtoka volt, később pedig a Pallavicini őrgrófoké. Az 1830-as évek végén Roger Pallavicini őrgróf építtette meg azt a kastélyt, amely a mai napig áll. Ebben az időszakban elérte a falut a reformáció, és mind református (kálvinista), mind evangélikus gyülekezetek megjelentek.
A 19. század második felében Kurityán határában megindult a szénbányászat, amely évtizedeken keresztül munkát biztosított a lakosságnak, és meghatározó szerepet játszott a falu gazdasági fejlődésében egészen a 20. század végéig, amikor a bányákat végleg bezárták.

## Közélete

### Polgármesterei
- 1990–1994: Feledy Károly (független)[4]
- 1994–1998: Feledy Károly (független)[5]
- 1998–2002: Nagy Lajos Károly (független)[6]
- 2002–2006: Nagy Lajos Károly (független)[7]
- 2006–2010: Nagy Lajos Károly (független)[8]
- 2010–2014: Sziráczki Sándor (független)[9]
- 2014–2019: Sziráczki Sándor (független)[10]
- 2019–2024: Sziráczki Sándor (független)[11]
- 2024– : Sziráczki Sándor (független)[1]

## Népesség
A település népességének változása:
| Lakosok száma | 1625 | 1588 | 1576 | 1495 | 1460 | 1471 | 1443 |
|               | 2013 | 2014 | 2015 | 2021 | 2022 | 2023 | 2024 |

2001-ben a település lakosságának 94%-a magyar, 6%-a cigány nemzetiségűnek vallotta magát.
A 2011-es népszámlálás során a lakosok 86,7%-a magyarnak, 6,7% cigánynak, 0,7% németnek mondta magát (13,3% nem nyilatkozott; a kettős identitások miatt a végösszeg nagyobb lehet 100%-nál). A vallási megoszlás a következő volt: római katolikus 24,6%, református 18,3%, görögkatolikus 2%, evangélikus 2,6%, felekezeten kívüli 32% (18,7% nem válaszolt).
2022-ben a lakosság 92,3%-a vallotta magát magyarnak, 6,5% cigánynak, 0,6% németnek, 0,1-0,1% ukránnak, szlováknak és lengyelnek, 2% egyéb, nem hazai nemzetiségűnek (7,5% nem nyilatkozott; a kettős identitások miatt a végösszeg nagyobb lehet 100%-nál). Vallásuk szerint 17,6% volt római katolikus, 15,1% református, 3,6% görög katolikus, 1,9% evangélikus, 1% egyéb keresztény, 25,3% felekezeten kívüli (35,1% nem válaszolt).

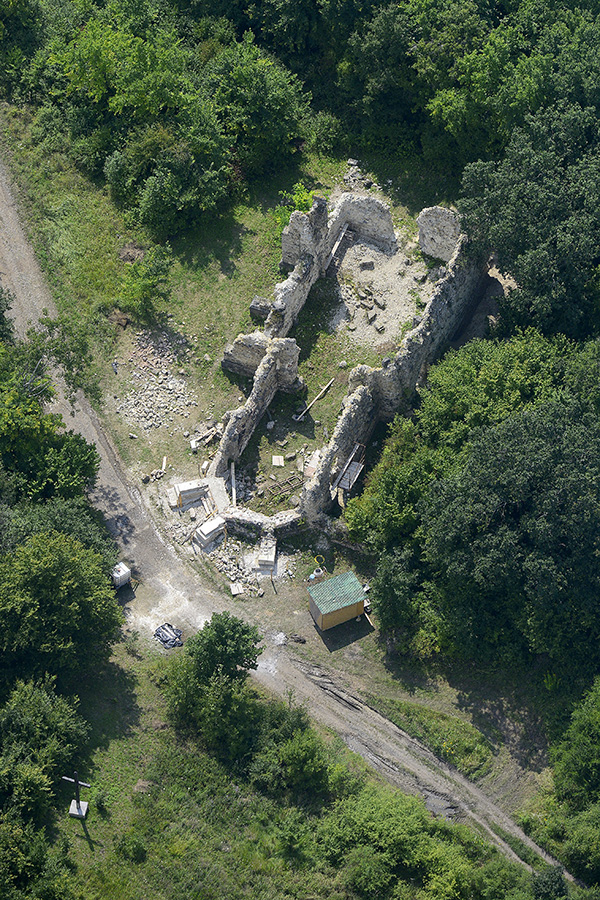
Kurityán, kolostorrom légi fotón

## Látnivalók
- Pallavicini-kastély (1830, klasszicista-eklektikus). "1832-ben őrgróf Pallavicini Roger kastélyt alapított, amely a jelenlegi alagsorból és földszinti részből állott. Ezt megelőzően a kastélytól mintegy 150 méterre északkeletre már fennállott az az épület, amelyet még a török megszállás előtt, az 1400-as évek derekán, egy Corbin nevezetű cseh építész alapított. Ez az új kastély építésekor és azt megelőzően szintén a Pallavicini család tulajdonát képezte. A kastély földszinti falainak vastagsága 85 – 110 cm, valamint az ablakok közé ékelt masszív vasrácsok bizonyosságot adnak arról, hogy az alapításkor nagy gondot fordítottak a védettségre, amely a századeleji kalandorok, kisebb rablóbandák ellen igencsak létjogosult volt. 1880-ban a sajókazai Radvánszki bárók megvették a kastélyt, majd 1885-ig felépítették az emeletet, valamint az erkélyt. Ekkor vált az épület teljessé, ahogyan azt mai formájában találjuk. A kastély szomszédságában találjuk a kocsiszínt /jelenleg üzlethelyiség/ valamint az akkori istállót, a kocsisok és lovászok szálláshelyét. Radvánszky Imre báró halála után Batthyány István gróf lett a kastély tulajdonosa, aki az 1820-as évek legnagyobb középbirtokosa volt a környéken." (Dr. Klejn Gáspár - Péchy Horváth Dezső: Községi adattár: Vármegyei Szociográfiák Kiadóhivatala – 1939.)

- Pálos kolostorrom (gótikus)

Perényi Imre egykori nyughelyének, a kurityáni kolostornak romjai

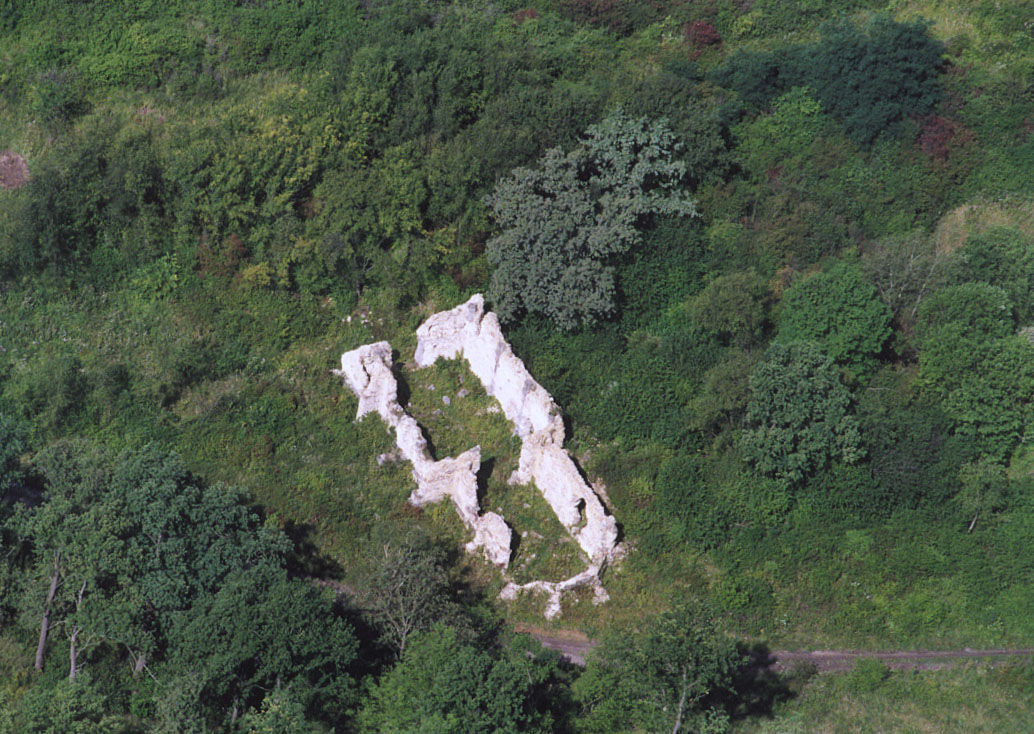
Kurityán, Pálos kolostorrom

- Horgásztó